# Dino Škvorc
Dino Škvorc (Čakovec, 2 febbraio 1990) è un allenatore di calcio e calciatore croato, difensore del St. Peter-Freienstein.

## Carriera

### Nazionale
Ha iniziato la lunga trafila con la nazionale croata nel 2005 con l'Under-15, fino al 2011 è stato nell'orbita della nazionale venendo convocato in tutte le nazionali giovanili fino all'Under-21 contando complessivamente 31 presenze e 4 reti, non ha mai fatto parte della nazionale maggiore.

## Palmarès

### Club

#### Competizioni nazionali
- Supercoppa di Moldavia: 1

Sheriff Tiraspol: 2016